# Dude, What Would Happen
A Dude, What Would Happen (magyarul: Haver, mi történne) egy valóságshow-sorozat a Cartoon Network csatornán. A műsort Charles Dalaklis készítette. Három tinédzser kalandjait követhetjük nyomon, amint kipróbálnak különféle érdekes, furcsa vagy veszélyes kísérleteket. A produkciót sok ember a Jackass és az Állítólag… (Mythbusters) sorozatok utánzatának tartja. Négy évadot élt meg 37 epizóddal. 22 perces egy epizód. Magyarországon soha nem sugározták. 2009. augusztus 19-től 2011. szeptember 21-ig ment Amerikában. A DWWH a botrányos és rövid életű CN Real blokkba tartozott. Ez a gyűjtőnév a csatorna élőszereplős sorozatait jelölte. Mint a blokk összes tagját, ezt a műsort is kritizálták, mondván, hogy a Cartoon Network a rajzfilmek csatornája, nem a valóságshow-ké.